# 多鱗狗母魚
多鱗狗母魚，為輻鰭魚綱仙女魚目合齒魚亞目合齒魚科的其中一種，分布於西大西洋區，從美國麻州至巴西海域、半鹹水域，棲息深度可達200公尺，體長可達48.3公分，為底棲性魚類，主要生活在沿海、潟湖、河口區，也在大陸棚發現，屬肉食性，生活習性不明，可做為食用魚。